# Survivor Česko & Slovensko I
První řada  česko-slovenské reality show Survivor Česko & Slovensko měla premiéru 18. ledna 2022 na TV Nova a TV Markíza, finále bylo odvysíláno 6. května 2022. Jedná se zatím o jedinou řadu, která neměla oficiální podnázev. První díl byl zveřejněn o den dříve na videoportálu Voyo, obdobný postup byl zvolen i pro finálovou epizodu. Moderátory byli sportovní komentátor Ondřej Novotný a model Martin Šmahel. Vítězem se stal po 68 dnech na ostrově Vladimír Čapek.

## Pravidla
Dvacet čtyři soutěžících je rozděleno do dvou kmenů po dvanácti lidech a mají své vlastní barvy, vlajku a znak. Trosečníci jsou nuceni přežívat v divočině bez jakýchkoli moderních vymožeností po dobu 68 dnů. V průběhu soutěže se konají náročné souboje o odměny, například o jídlo nebo vybavení pro snadnější přežití, nebo o imunitu. Kmen, který prohraje souboj o imunitu, musí navštívit kmenovou radu, kde ze svého středu vybere jednoho a ten musí hru opustit.
Jakmile zbývá menší počet hráčů, asi v polovině hry, jsou kmeny sloučeny v jeden a soutěžící musí soutěžit každý sám za sebe. Individuální imunita nyní chrání pouze jednotlivce. Když prohrají tak opustí hru i ostrov, jdou do hotelu a vrátí se do hry jako člen poroty. Porota se účastní všech následných kmenových rad a sbírá cenné informace k nejdůležitějšímu rozhodnutí: na závěrečné radě, kdy jsou ve hře zbylí trosečníci, zvolí vítěze.

## Výhody ve hře
- Skrytá imunita –⁠ ruší všechny hlasy pro osobu, která ji zahrála na kmenové radě.

## Soutěžící
Účastníky soutěže bylo 12 celebrit a 12 soutěžících, kteří uspěli v castingu. Sedm celebrit pocházelo z Česka, pět ze Slovenska. Z castingů postoupilo osm Čechů a čtyři Slováci. V první části soutěže byli soutěžící rozděleni do dvou týmů, známé osobnosti do červeného kmenu Mao, ostatní do modrého kmenu Azua. Po sloučení deset zbývajících hráčů vytvořilo černý kmen Bonao.
| Soutěžící                                                             | Kmen    | Kmen         | Kmen       | Kmen     | Vyloučení                             | Duel po kmenové radě                  | Umístění                |
| Soutěžící                                                             | Původní | Výměna hráčů | Promíchaný | Sloučený | Vyloučení                             | Duel po kmenové radě                  | Umístění                |
| --------------------------------------------------------------------- | ------- | ------------ | ---------- | -------- | ------------------------------------- | ------------------------------------- | ----------------------- |
| Vojta (Vojtěch Drahokoupil) 26 let, zpěvák                            | Mao     |              |            |          | Odstoupil Den 1                       |                                       | 24.                     |
| Monika (Monika Kačmaříková) 39 let, kosmetička, Český Těšín           | Azua    |              |            |          | 1. vyloučená Den 3                    | Prohrála duel Den 3                   | 23.                     |
| Matěj (Matěj Paprčiak) 30 let, model a herec, Londýn                  | Mao     | Mao          |            |          | 2. vyloučený Den 7                    | Prohrál duel Den 7                    | 22.                     |
| Barbora (Barbora Jánová) 32 let, herečka                              | Mao     | Mao          |            |          | 3. vyloučená Den 9                    | Prohrála duel Den 9                   | 21.                     |
| Lukáš (Lukáš Urban) 39 let, učitel, Brno                              | Azua    | Azua         |            |          | 4. vyloučený Den 13                   | Prohrál duel Den 13                   | 20.                     |
| Gábor (Gábor Boráros) 29 let, MMA zápasník                            | Mao     | Mao          |            |          | Evakuován Den ?                       |                                       | 19.                     |
| Iva (Iva Pazderková) 41 let, herečka, Beroun                          | Mao     | Azua         |            |          | 5. vyloučená Den 17                   | Prohrála duel Den 17                  | 18.                     |
| Nathan (Nathan Christián Dzaba) 26 let, účastník reality show, Trnava | Mao     | Mao          |            |          | Evakuován Den ?                       |                                       | 17.                     |
| Enrique (Enrique Lysoněk) 22 let, student, Heroltice                  | Azua    | Azua         |            |          | 6. vyloučený Den 22                   | Prohrál duel Den 22                   | 16.                     |
| Lenka (Lenka Zuzulová) 24 let, studentka, Prievidza                   | Azua    | Azua         | Azua       |          | 7. vyloučená Den 24                   | Prohrála duel Den 24                  | 15.                     |
| Adam (Adam Raiter) 33 let, truhlář, Praha                             | Azua    | Azua         | Azua       |          | 8. vyloučený Den 29                   | Prohrál duel Den 29                   | 14.                     |
| Tomáš (Tomáš Zástěra) 42 let, moderátor                               | Mao     | Mao          | Azua       |          | Evakuován Den ?                       |                                       | 13.                     |
| Aylin (Aylin Saranova) 23 let, studentka, Praha                       | Azua    | Azua         | Mao        |          | 9. vyloučená Den 36                   | Prohrála duel Den 36                  | 12.                     |
| Daniel (Daniel Štrauch) 25 let, videomaker, Bratislava                | Mao     | Mao          | Mao        |          | 10. vyloučený Den 42                  | Prohrál duel Den 42                   | 11.                     |
| Tom (Tomáš Benko) 29 let, stavební koordinátor, Žilina                | Azua    | Azua         | Mao        | Bonao    | 11. vyloučený Den 48                  | Prohrála duel 1. člen poroty Den 48   | 10.                     |
| Dominika (Dominika Šimová) 22 let, fitness trenérka, Galanta          | Azua    | Azua         | Mao        | Bonao    | 12. vyloučená Den 53                  | Prohrála duel 2. členka poroty Den 53 | 9.                      |
| Nikola (Nikola Čechová) 32 let, youtuberka, Praha                     | Mao     | Mao          | Mao        | Bonao    | 13. vyloučená Den 56                  | Prohrála duel 3. členka poroty Den 56 | 8.                      |
| Veronika (Veronika Havlik) 31 let, šampionka v karate                 | Mao     | Mao          | Azua       | Bonao    | 14. vyloučená Den 59                  | Prohrála duel 4. členka poroty Den 59 | 7.                      |
| Xénia (Xénia Gregušová) 22 let, účastnice v reality show, Petrovice   | Mao     | Mao          | Mao        | Bonao    | 15. vyloučená Den 61                  | Prohrála duel 5. členka poroty Den 61 | 6.                      |
| Braňo (Branislav Martanovič) 37 let, fitness trenér, Petržalka        | Azua    | Azua         | Mao        | Bonao    | 16. vyloučený Den 64                  | Prohrál duel 7. člen poroty Den 64    | 5.                      |
| Chili (Ta Thuy Dung) 30 let, kuchařka, Příbram                        | Mao     | Mao          | Azua       | Bonao    |                                       | Prohrála duel 8. členka poroty Den ?  | 4.                      |
| Johy (Johana Špačková) 27 let, montážnice, Frenštát pod Radhoštěm     | Azua    | Mao          | Azua       | Bonao    | 18. vyloučená 9. členka poroty Den 67 |                                       | 3.                      |
| Veve (Veronika Přikrylová) 23 let, modelka, Brno                      | Azua    | Azua         | Azua       | Bonao    | Druhá                                 |                                       | 2.                      |
| Vláďa (Vladimír Čapek) 44 let, IT specialista, Praha                  | Azua    | Azua         | Azua       | Bonao    | Československý Survivor               |                                       | Československý Survivor |

- Po prvním duelu dostali kapitáni kmenů – Tomáš Z. a Braňo – za úkol vybrat z každého kmenu jednoho člena, který bude vyměněn. Z Azua byla vybrána Johy, z Mao Iva.
- K promíchání kmenů došlo v 11. epizodě, kdy kmeny vyslaly na neznámý úkol Vladimíra a Xénii. Ti se utkali v krátké hře, vítěz Vladimír následně získal výhodu první volby při výběrů svých členů.
- Kmeny absolvovaly hostinu ke sloučení již po vypadnutí Aylin a žily ve společném kmeni, ale oficiální sloučení přišlo až po vyloučení Daniela. Daniel tedy není do sloučeného kmene zahrnut.
- V 31. epizodě na kmenové radě nerozhodovali o tom, kdo vypadne, soutěžící, ale porota.

## Hlasování
|            | Původní kmen | Původní kmen | Původní kmen | Původní kmen | Původní kmen | Původní kmen | Původní kmen | Původní kmen | Původní kmen | Původní kmen | Původní kmen | Sloučený kmen | Sloučený kmen | Sloučený kmen | Sloučený kmen | Sloučený kmen | Sloučený kmen | Sloučený kmen | Sloučený kmen |
| Epizoda    | 1            | 3            | 4            | 6            | 8            | 10           | 12           | 14           | 16           | 18           | 20           | 22            | 24            | 26            | 26            | 27            | 28            | 29            | 31            |
| ---------- | ------------ | ------------ | ------------ | ------------ | ------------ | ------------ | ------------ | ------------ | ------------ | ------------ | ------------ | ------------- | ------------- | ------------- | ------------- | ------------- | ------------- | ------------- | ------------- |
| Den        | ?            | 7            | 9            | 13           | 17           | 22           | 24           | 29           | 36           | 39           | 42           | 48            | 53            | 56            | 56            | 59            | 61            | 64            | 67            |
| Odhlasován | Monika       | Bára         | Bára         | Iva          | Iva          | Vladimír     | Adam         | Adam         | Daniel       | Tomáš B.     | Daniel       | Xénia         | Dominika      | Chili         | Chili         | Veronika      | Chili         | Braňo         |               |
| Nominován  | Vladimír     | Matěj        | Johy         | Lukáš        | Adam         | Enrique      | Lenka        | Vladimír     | Aylin        |              |              | Tomáš B.      | Xénia         | Nikola        | Nikola        | Chili         | Xénia         | Chili         |               |
| Vyřazen    | Monika       | Matěj        | Bára         | Lukáš        | Iva          | Enrique      | Lenka        | Adam         | Aylin        | Daniel       | Daniel       | Tomáš B.      | Dominika      | Nikola        | Nikola        | Veronika      | Xénia         | Braňo         | Johy          |
| Hlasy      | 9–2–1        | 6–5          | 7–1          | 7–3–1        | 7–2–1        | 5–4          | 5–1–0        | 5–2          | 4–3          | 4–2          | 5–1          | 5–3–2         | 5–3–1         | 6–3           | 6–3           | 5–2           | 4–1–1         | 4–1           | 7             |
|            |              |              |              |              |              |              |              |              |              |              |              |               |               |               |               |               |               |               |               |
| Hlasující  | Hlasy        | Hlasy        | Hlasy        | Hlasy        | Hlasy        | Hlasy        | Hlasy        | Hlasy        | Hlasy        | Hlasy        | Hlasy        | Hlasy         | Hlasy         | Hlasy         | Hlasy         | Hlasy         | Hlasy         | Hlasy         | Hlasy         |
| Vladimír   | Monika       |              |              | Veve         | Veve         | Dominika     | Veve         | Veve         |              |              |              | Xénia         | Dominika      | Chili         | Chili         | Veronika      | Chili         | Braňo         |               |
| Veve       | Monika       |              |              | Iva          | Iva          | Dominika     | Adam         | Adam         |              |              |              | Xénia         | Dominika      | Chili         | Chili         | Veronika      | Chili         | Braňo         |               |
| Johy       | Monika       | Bára         | Bára         |              |              |              | Adam         | Adam         |              |              |              | Xénia         | Dominika      | Chili         | Chili         | Veronika      | Chili         | Braňo         |               |
| Chili      |              | Bára         | Bára         |              |              |              | Adam         | Adam         |              |              |              | Xénia         | Braňo         | Johy          | Johy          | Braňo         | Braňo         | Braňo         | Johy          |
| Braňo      | Vladimír     |              |              | Iva          | Iva          | Vladimír     |              |              | Daniel       | Daniel       | Daniel       | Johy          | Johy          | Chili         | Chili         | Veronika      | Chili         | Chili         | Johy          |
| Xénia      |              | Bára         | Bára         |              |              |              |              |              | Aylin        | Tomáš B.     | Daniel       | Tomáš B.      | Braňo         | Chili         | Chili         | Veronika      | Veve          |               | Johy          |
| Veronika   |              | Bára         | Bára         |              |              |              | Adam         | Adam         |              |              |              | Xénia         | Dominika      | Johy          | Johy          | Braňo         |               |               | Johy          |
| Nikola     |              | Bára         | Bára         |              |              |              |              |              | Aylin        | Tomáš B.     | Daniel       | Tomáš B.      | Dominika      | Johy          | Johy          |               |               |               | Johy          |
| Dominika   | Monika       |              |              | Iva          | Iva          | Vladimír     |              |              | Daniel       | Tomáš B.     | Daniel       | Johy          | Braňo         |               |               |               |               |               | Johy          |
| Tomáš B.   | Vladimír     |              |              | Iva          | Iva          | Vladimír     |              |              | Daniel       | Daniel       | Daniel       | Johy          |               |               |               |               |               |               | Johy          |
| Daniel     |              | Veronika     | —            |              |              |              |              |              | Aylin        | Tomáš B.     | Braňo        |               |               |               |               |               |               |               |               |
| Aylin      | Monika       |              |              | Iva          | Iva          | Dominika     |              |              | Daniel       |              |              |               |               |               |               |               |               |               |               |
| Tomáš Z.   |              | Bára         | Bára         |              |              |              | Veve         | Adam         |              |              |              |               |               |               |               |               |               |               |               |
| Adam       | Monika       |              |              | Veve         | Veve         | Dominika     | Lenka        | Veve         |              |              |              |               |               |               |               |               |               |               |               |
| Lenka      | Monika       |              |              | Iva          | Iva          | Vladimír     | Adam         |              |              |              |              |               |               |               |               |               |               |               |               |
| Enrique    | Monika       |              |              | Iva          | Iva          | Vladimír     |              |              |              |              |              |               |               |               |               |               |               |               |               |
| Nathan     |              | Veronika     | —            |              |              |              |              |              |              |              |              |               |               |               |               |               |               |               |               |
| Iva        |              |              |              | Veve         | Braňo        |              |              |              |              |              |              |               |               |               |               |               |               |               |               |
| Gábor      |              | Veronika     | Bára         |              |              |              |              |              |              |              |              |               |               |               |               |               |               |               |               |
| Lukáš      | Monika       |              |              | Aylin        |              |              |              |              |              |              |              |               |               |               |               |               |               |               |               |
| Bára       |              | Veronika     | Johy         |              |              |              |              |              |              |              |              |               |               |               |               |               |               |               |               |
| Matěj      |              | Veronika     |              |              |              |              |              |              |              |              |              |               |               |               |               |               |               |               |               |
| Monika     | Johy         |              |              |              |              |              |              |              |              |              |              |               |               |               |               |               |               |               |               |

| Hlasování poroty na finálové kmenové radě | Hlasování poroty na finálové kmenové radě | Hlasování poroty na finálové kmenové radě |
| Epizoda                                   | 32                                        | 32                                        |
| ----------------------------------------- | ----------------------------------------- | ----------------------------------------- |
| Den                                       | 68                                        | 68                                        |
| Finalista                                 | Vláďa                                     | Veve                                      |
| Souboje                                   | 3                                         | 2                                         |
| Výsledek                                  | 10–3                                      | 10–3                                      |
|                                           |                                           |                                           |
| Porotce                                   | Hlas                                      | Hlas                                      |
| Johy                                      | Ano                                       |                                           |
| Chili                                     |                                           | Ano                                       |
| Braňo                                     | Ano                                       |                                           |
| Xénia                                     | Ano                                       |                                           |
| Veronika                                  | Ano                                       |                                           |
| Nikol                                     | Ano                                       |                                           |
| Dominika                                  | Ano                                       |                                           |
| Tom                                       | Ano                                       |                                           |

- Ve dvanácté epizodě zahrála Veve ve svůj prospěch skrytou imunitu, nemohla tak být kmenovou radou ani držitelem imunity nominována do duelu.
- V osmnácté epizodě pro sebe zahrála skrytou imunitu Nikola.
- Ve dvacáté epizodě nebyl nikdo do duelu nominován. Odehrály se dvě soutěže o imunitu, obě prohrál kmen Mao a hlasováním poslal dvě osoby do duelu.

## Duely
| Pořadí | Epizoda | Kmen  | Imunita  | Vítěz    | Poražený |
| ------ | ------- | ----- | -------- | -------- | -------- |
| 1      | 1       | Azua  | Dominika | Vladimír | Monika   |
| 2      | 3       | Mao   | Johy     | Bára     | Matěj    |
| 3      | 4       | Mao   | Veronika | Johy     | Bára     |
| 4      | 6       | Azua  | Tomáš B. | Iva      | Lukáš    |
| 5      | 8       | Azua  | Enrique  | Adam     | Iva      |
| 6      | 10      | Azua  | Adam     | Vladimír | Enrique  |
| 7      | 12      | Azua  | Vladimír | Adam     | Lenka    |
| 8      | 14      | Azua  | Johy     | Vladimír | Adam     |
| 9      | 16      | Mao   | Nikola   | Daniel   | Aylin    |
| 10     | 20      | Mao   | —        | Tomáš B. | Daniel   |
| 11     | 22      | Bonao | Vladimír | Xénia    | Tomáš B. |
| 12     | 24      | Bonao | Vladimír | Xénia    | Dominika |
| 13     | 26      | Bonao | Vladimír | Chili    | Nikola   |
| 14     | 27      | Bonao | Vladimír | Chili    | Veronika |
| 15     | 28      | Bonao | Vladimír | Chili    | Xénia    |
| 16     | 29      | Bonao | Vladimír | Chili    | Braňo    |
| 17     | 30      | Bonao | Johy     | Veve     | Chili    |
| 17     | 30      | Bonao | Vladimír | Veve     | Chili    |

pozn. Tučně je vyobrazen hráč, kterého do duelu vyslala kmenová rada.